# Franz Keil (Diplomat)

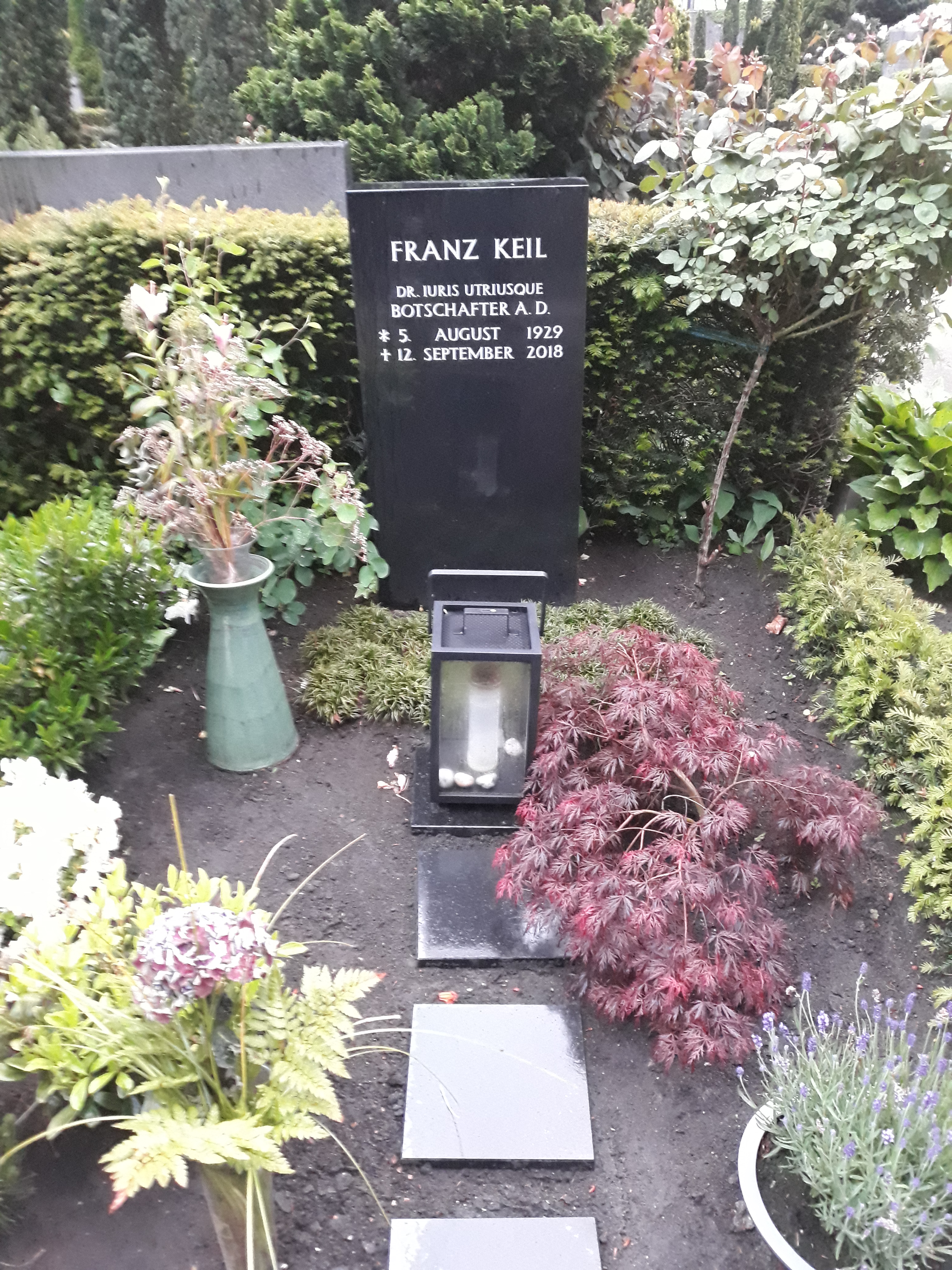
Das Grab von Franz Keil auf dem Friedhof Bernadottestraße in Hamburg (2021)

Franz M. Keil (* 5. August 1929 in Köln; † 12. September 2018) war ein deutscher Diplomat.

## Leben
Franz Keil studierte Rechtswissenschaften und wurde 1954 an der Universität zu Köln mit einer Arbeit über die persönliche Befreiung der Berufsverbände von der Körperschaft- und Vermögensteuer zum Doctor iuris utriusque promoviert. Er studierte anschließend als Post-Doktorand (Postdoc) an der portugiesischen Universität Coimbra, einer der ältesten Universitäten in Europa. Nach seiner zweiten juristischen Staatsprüfung und Eignungsprüfung für den höheren Auswärtigen Dienst trat er in den Auswärtigen Dienst der Bundesrepublik Deutschland ein.
Franz Keil war für das Auswärtige Amt (AA) in Japan, Brasilien, Rumänien, Portugal und in der Volksrepublik China tätig. Unter anderem war er Leiter des Referats Südasien, Südostasien, Australien, Neuseeland, Ozeanien und Leiter des Referats Mittel- und Osteuropa mit den Staaten Polen, Tschechoslowakei, Ungarn, Jugoslawien, Albanien, Bulgarien und Rumänien. Keil war Asienbeauftragter (Botschafter) des Auswärtigen Amts und als solcher zuständig für alle asiatischen Länder östlich des Iran, Australien, Neuseeland und den Pazifik. Als verantwortlicher Abteilungsdirektor war er langjährig verantwortlich für die weltweite Öffentlichkeitsarbeit der Auslandsabteilung des Presse- und Informationsamtes der Bundesregierung.
Keil war von 1991 bis zu seiner Emeritierung 1994 deutscher Botschafter mit Sitz in Canberra für Australien und die Republik Nauru, Papua-Neuguinea, Salomonen und Vanuatu. Seitdem war er bis zu seinem Tod als Berater und Rechtsanwalt tätig und war unter anderem Vertreter des Freistaats Sachsen auf einer deutsch-australischen Wirtschaftskonferenz in Melbourne und Beauftragter des Wirtschaftsministers von Thüringen für das Engagement dortiger Unternehmer in Asien. Keil war Vorstandsmitglied des Verbandes Portugiesischer Unternehmer in Deutschland (VPU) und wurde mit dem Kommandeurskreuz des portugiesischen Verdienstorden geehrt.
Franz Keil war verheiratet und hatte mit seiner Frau drei Töchter. Er war seit 1953 Mitglied der katholischen Studentenverbindung Akademische Vereinigung Rheinstein zu Köln im CV und ab 1963 auch der AV Edo-Rhenania Tokio, beide im Cartellverband der katholischen deutschen Studentenverbindungen. Keil wurde am 28. September 2018 auf dem Friedhof Bernadottestraße in Hamburg beigesetzt.